# Цуманська виправна колонія № 84
 Цуманська виправна колонія № 84  — виправна колонія управління Державного департаменту України з питань виконання покарань у Волинській області.

## Історія колонії
У 1978 р. на базі Цуманської ПМК було створено лікувально-трудовий профілакторій, на базі якого було утворене підприємство, основним видом діяльності якого стала металообробка.
Особами, які перебували на лікуванні, було збудовано госпіталь УМВС України у Волинській області, чотири 5-поверхових житлових будинки.

## Сучасний стан
У 1991 р. згідно з наказом МВС СРСР ЛТП було перепрофільовано в колонію-поселення. У січні 1992 р. прибула перша партія поселенців. 70 % з числа осіб, що утримувались, працювали на контрагентських роботах в Цуманському держлісгоспі, Цуманському звірогосподарстві, Цуманському виробничому управлінні житлово-комунального господарства.
У 1995 р. згідно з наказом МВС України № 787 колонію-поселення було перепрофільовано у виправно-трудову установу посиленого режиму. В тому ж році розпочато будівництво основної огорожі, спостережних веж, добудову адміністративних будівель. Ці роботи тривали майже цілодобово. До роботи залучалися як засуджені, так і персонал колонії.
У липні 1998 р. в установу прибула перша партія засуджених для відбування покарання у виді позбавлення волі.
З 1 грудня 1999 р. згідно з наказом Департаменту № 165 від 29.11.1999 р. Цуманську виправну колонію перейменовано в Цуманську виправну колонію управління Департаменту у Волинській області.
У різні роки установу очолювали: В. М. Кромський, М. О. Івчик, С. М. Мирончук, О. І. Філоненко, В. М. Данилюк, В. В. Козак, В. П. Мацюк, М. В. Пелих.
На даний час її очолює Б. А. Галас.

## Адреса
45233 смт. Цумань Волинської області, вул. Шевченка, 54